# Parablatticida montana
Parablatticida montana är en stekelart som först beskrevs av Mercet 1921.  Parablatticida montana ingår i släktet Parablatticida och familjen sköldlussteklar. Inga underarter finns listade i Catalogue of Life.